# Lebeckia wrightii
Lebeckia wrightii là một loài thực vật có hoa trong họ Đậu. Loài này được (Harv.) Bolus miêu tả khoa học đầu tiên.